# VBW Bauen und Wohnen
Die VBW Bauen und Wohnen GmbH ist ein Wohnungsunternehmen mit Tätigkeitsschwerpunkt in Bochum. Es verfügt über einen Eigenbestand von 12.663 Wohneinheiten zzgl. 724 verwalteten Wohnungen aus Fremdbestand und ist damit der größte Wohnungsanbieter in Bochum. Die VBW ist Mitglied von WIR – Wohnen im Revier, einer Kooperation kommunaler Wohnungsunternehmen im Ruhrgebiet.

## Eigentumsverhältnisse und Gesellschafter
Die VBW Bauen und Wohnen hat selbst Beteiligungen an folgenden Unternehmen:
| Beteiligungen des VBW Bauen und Wohnen                  | Prozent |
| ------------------------------------------------------- | ------- |
| Objektentwicklungsgesellschaft EGR / VBW mbH, Bochum    | 50 %    |
| WSG Wohnungs- und Siedlungsgesellschaft mbH, Düsseldorf | 40 %    |

Die VBW Bauen und Wohnen hat folgende Gesellschafter:
| Gesellschafter der VBW Bauen und Wohnen                               | Prozent |
| --------------------------------------------------------------------- | ------- |
| Stadtwerke Bochum Holding GmbH                                        | 68,89 % |
| VONOVIA SE                                                            | 19,87 % |
| Sparkasse Bochum                                                      | 10,65 % |
| Bochumer Wohnstätten Genossenschaft eG                                | 0,31 %  |
| Gemeinnütziger Wohnungsverein zu Bochum eG                            | 0,23 %  |
| Gemeindeverband der Katholischen Kirchengemeinden in der Stadt Bochum | 0,05 %  |

## Geschichte

### 1916 – 1932
Das Unternehmen wurde 1916 als Bochumer Heimstätten GmbH gegründet.  Die von Stadt, Industrie und Religionsgemeinschaften getragene Gesellschaft hatte die Aufgabe, „benachteiligten Familien und Personen zweckmäßig eingerichtete Wohnungen in eigens erbauten Häusern zu billigem Preis zu verschaffen“. Damit sollte die schon vor 1914 herrschende Wohnungsnot gemildert werden. Als eines der ersten Grundstücke erwarb die Gesellschaft den Rottmannshof in Grumme, wo 1921 die erste Siedlung für Bergleute mit 132 Wohnungen fertiggestellt wurde, die sog. „Böckenbergsiedlung“. Im Jahr 1932 wurde der Bochumer Heimstätten-Gesellschaft die Gemeinnützigkeit anerkannt.

### 1933 – 1945
Während der NS-Zeit wurde die Gesellschaft gleichgeschaltet, wodurch kein freies Agieren am Wohnungsmarkt möglich war. Bis 1939 entstanden weitere Einfamilienhäuser und 60 Mietwohnungen in Altenbochum. Mit Kriegsbeginn stellte die Gesellschaft alle Bauvorhaben ein und beschränkte sich auf Verwaltung und Erhalt des Haus- und Grundbesitzes. Am 4. November 1944 zerstörte der verheerendste Bombenangriff auf Bochum auch den Geschäftssitz der Heimstätten-Gesellschaft im Lueg-Haus (Kortumstraße 16). Durch den Zweiten Weltkrieg verlor sie etwa ein Drittel der bewirtschafteten Wohnfläche.

### 1946 – 1959
Im Zuge des Wiederaufbaus nach dem Krieg wurde hauptsächlich kostengünstiger Massenwohnungsbau betrieben. So begann 1952 der Bau der MSA-Siedlung in Bochum-Gerthe mit 483 Wohnungen. In den Folgejahren wurden weitere Siedlungen, u. a. die Buseloh-Siedlung in Altenbochum mit 408 Wohnungen für S.B.Z.-Flüchtlinge, errichtet, so dass Ende der 1950er Jahre der Bestand auf 5.000 Wohnungen angewachsen war.

### 1960 – 1975
Mit Beginn der Kohlekrise 1957 und den daraus resultierenden Schließungen vieler Zechen in Bochum sank der Bedarf an Wohnungen. Erst die Ansiedlung von Opel mit dem Werk I und den Werken II/III im Jahr 1962 ließ den Wohnungsbedarf in Bochum wieder steigen, weswegen Siedlungen u. a. in Langendreer und Laer errichtet wurden.

### 1976 – 1990
Am 25. Juli 1976 fusionierte die Bochumer Heimstätten GmbH mit der 1927 gegründeten Vereinigte Baugesellschaft GmbH Bochum-Langendreer und nannte sich Vereinigte Bochumer Wohnungsgesellschaft mbH. Es wurden weitere Wohnsiedlungen wie die Sonnenleite in Langendreer und das Radrennbahn-Gelände in Weitmar errichtet. Im Jahr 1977 sanierte der VBW treuhänderisch für die Stadt Bochum die 1906 bis 1915 erbaute Bergarbeitersiedlung Dahlhauser Heide in Hordel.

### 1991 – heute
Seit 1991 firmiert das Unternehmen aufgrund des Wegfalls des Wohnungsgemeinnützigkeitsgesetzes als VBW Bauen und Wohnen GmbH.
Ein Verkauf des kompletten Wohnungsbestandes wird immer wieder diskutiert. Die meisten lokalen Parteien haben in ihren Wahlprogrammen jedoch erklärt, dass diese Maßnahme für sie nicht in Frage kommt. Gleichwohl sind 2006 an die Bochumer Unternehmensgruppe Häusser-Bau GmbH 250 Wohnungen für 11 Mio. Euro veräußert worden. Im Jahr 2007 wirkte die VBW Bauen und Wohnen als Hauptträger bei der Weiterentwicklung und Modernisierung der Großwohnsiedlung Hustadt im Stadtteil Querenburg mit. Dies geschah im Rahmen der Initiative „Stadtumbau West“.

## Stiftung
Im Rahmen des 100.-jährigen Jubiläums der VBW Bauen und Wohnen GmbH wurde am 8. Juni 2016 die VBW Stiftung gegründet. Diese fördert gemeinnützige Initiativen und Projekte im Bereich der Jugend- und Altenhilfe, der Bildung und Erziehung sowie des Wohlfahrtwesens. Die Organe der Stiftung werden durch den Vorstand und das Kuratorium gebildet, welche beide ehrenamtlich tätig sind.